# Ponte las pilas
Ponte las pilas fue un programa de televisión musical y español, emitido por La 2 de Televisión española dirigido y realizado por Jorge Horacio Fernández en los años 1991-1992.

## Formato
El plató de televisión tiene la forma de una discoteca, en la que se compaginan videos, actuaciones musicales y entrevistas, todo ello destinado a un público adolescente y juvenil.

## Curiosidades
- Fue el primer trabajo regular ante las cámaras, con tan sólo 14 años, de Dani Martín, quien más tarde se convertiría en popular solista del grupo El Canto del loco.